# پل گازروبار
پل گازروبار مربوط به دوره قاجار است و در شهرستان صومعه‌سرا، بین راه صومعه‌سرا و بازار جمعه واقع شده و این اثر در تاریخ ۱۲ آذر ۱۳۷۵ با شمارهٔ ثبت ۱۷۸۱ به‌عنوان یکی از آثار ملی ایران به ثبت رسیده است.
این پل به طول ۴۸/۵ متر و عرض ۴/۵ متر است. ابعاد آجرهایی که این پل با آن ساخته شده ۵×۱۹×۱۹ سانتی‌متر است، این پل یک چشمه اصلی در مرکز و چهار چشمه فرعی در دو طرف دارد. پهنای چشمه اصلی حدود ۹ متر است. چشمه‌های فرعی دو سوی چشمه اصلی باریک ولی ارتفاع آن‌ها زیاد است. پهنای این چشمه‌ها ۱/۵ متر است. در دو سوی این چشمه‌های فرعی، دو چشمه فرعی دیگر قرار دارند که پهنای آن‌ها بیش از ارتفاعشان است و به ۴/۵ متر می رسد. ارتفاع نقطه مرکزی راس پل از سطح آب رودخانه حدود ۴/۵ متر است.

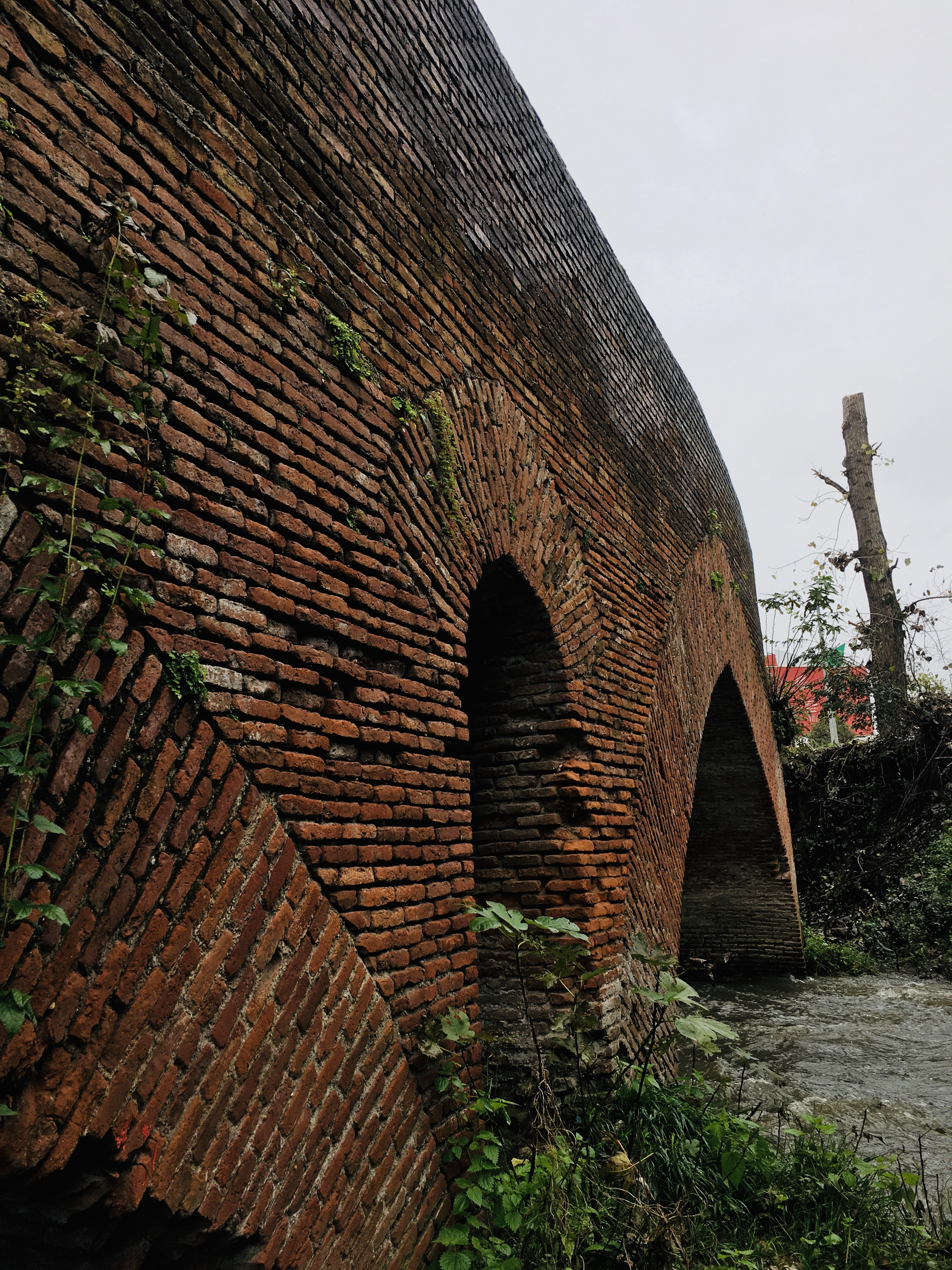
پل گازروبار